# 讃岐牟礼駅
讃岐牟礼駅（さぬきむれえき）は、香川県高松市牟礼町大町にある、四国旅客鉄道（JR四国）高徳線の駅である。駅番号はT20。

## 歴史
- 1986年（昭和61年）11月1日：日本国有鉄道高徳本線の臨時乗降場として開業[1][2][4]。無人駅[3]。
- 1987年（昭和62年）4月1日：国鉄分割民営化によりJR四国の駅となる[5]。

## 駅構造
単式ホーム1面1線を有する地上駅。駅舎やトイレは無く、無人駅となっている。

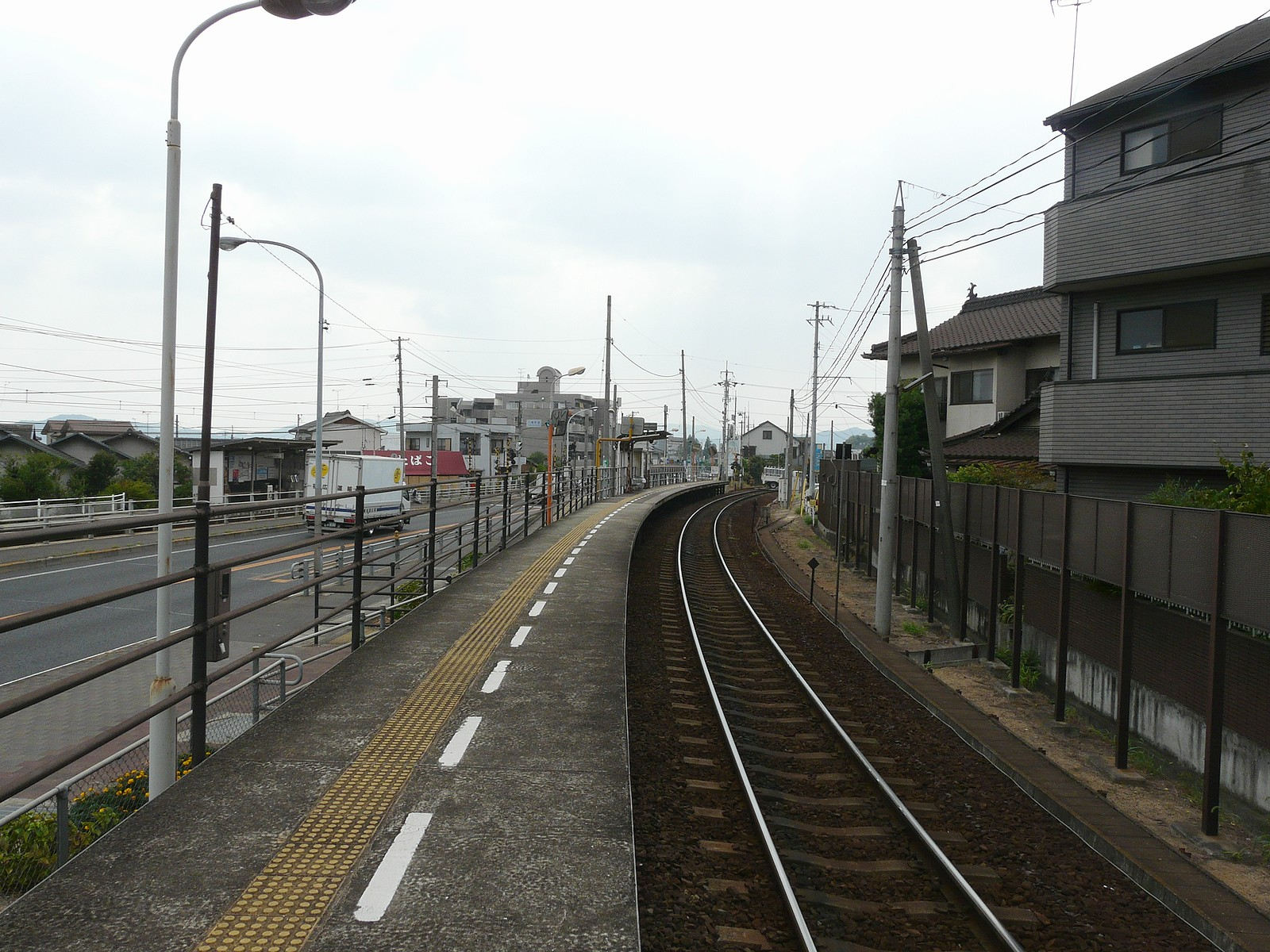
八栗口方より（2007年7月） （左側に琴電八栗新道駅がある）

## 利用状況
1日平均の乗車人員は以下の通り。
| 乗車人員推移 | 乗車人員推移 |
| 年度         | 1日平均人数  |
| ------------ | ------------ |
| 2008         | 258          |
| 2009         | 251          |
| 2010         | 239          |
| 2011         | 246          |
| 2012         | 241          |
| 2013         | 270          |
| 2014         | 275          |

## 駅周辺
かつては駅前にバス停留所があった。高松琴平電気鉄道志度線の八栗新道駅が国道11号を挟んで、北向かいにある。志度方面から、香川県立高松北中学校・高等学校に通学する生徒はこの駅で下車している。
- 香川県立高松北中学校・高等学校
- 国道11号
- 香川県道145号八栗原線

## 隣の駅
四国旅客鉄道（JR四国）
■高徳線
■普通
八栗口駅 (T21) - 讃岐牟礼駅 (T20) - 志度駅 (T19)